# Amadou Dia
Amadou Tidiane Dia (Nantes, 1993. június 8. –) francia születésű amerikai korosztályos válogatott labdarúgó, aki jelenleg a Sporting Kansas játékosa.